# Давыдов, Владимир Васильевич
Влади́мир Васи́льевич Давы́дов (род. 1947) — украинский политик.
Бывший народный депутат Украины.
Родился 27.01.1947 (город Лисичанск, Луганская область).
Образование: Харьковский политехнический институт (1976), инженер-технолог, «Химическая технология стекла».
04.2002 — кандидат в народные депутаты Украины, избирательный округ № 109, Луганская область, самовыдвижение. За 10,62 %, 3 из 11 претендентов. На время выборов: народный депутат Украины, член Всеукраинского объединения «Батькивщина».
Народный депутат Украины 3-го созыва 03.1998-04.2002, избирательный округ № 108, Луганская область. На время выборов: директор Лисичанского стекольного завода «Пролетарий». Член фракции «Громада» (05.1998-03.1999), член фракции «Батькивщина» (с 03.1999). Член Комитета по вопросам промышленной политики (07.1998-03.2000), член Комитета по вопросам бюджета (с 03.2000).
- 1966 — рабочий стеклозавода «Пролетарий», город Лисичанск.
- 1966—1968 — служба в армии.
- 1968—1969 — ученик слесаря стеклозавода «Пролетарий».
- 1969—1976 — слушатель подготовительного отдела, студент Харьковского политехнического института.
- С 1976 — стажер, начальник смены, инженер, технолог, старший технолог, и. о. замначальника цеха, старший инженер, главный технолог, директор стеклозавода «Пролетарий».

Академик Академии строительства Украины.
Был председателем Луганской областной организации ВО «Батькивщина».